# Vöhringen (Baviera)
Vöhringen é uma cidade da Alemanha, localizada no distrito de Neu-Ulm, no estado de Baviera.